# Germanasca
Germanasca (Germanasca) – potok o długości 26,6 km, wypływający z niewielkiego górskiego jeziora Lago Verde położonego w Alpach Kotyjskich. Ciek źródłowy znajduje się na wysokości 2590 metrów. Germanasca uchodzi do potoku Chisone.